# Eisenhüttenstädter Fußball-Club Stahl e.V.
Eisenhüttenstädter Fußball-Club Stahl e.V. foi uma agremiação esportiva alemã, fundada em 1950, e sediada em Eisenhuttenstadt, Brandeburgo, próxima à fronteira com a Polônia.
Na temporada 2009-2010, militava na Verbandsliga Brandenburg, a sexta divisão do futebol alemão.  

## História
Foi fundado em 1950 com o nome de BSG Stahl Fuerstenberg Ost. De 1953 a 1961, a equipe passou a se chamar BSG Stahl Stalinstadt. Eisenhuttenstadt era conhecida naqueles anos como Stalinstadt. Em 1961, Fuerstenberg, Stalinstadt e o pequeno vilarejo de Schönfließ se uniram para criar Eisenhuttenstadt, e por consequência os dirigentes mudaram o nome para BSG Stahl Eisenhüttenstädt.
O time atuou pela maior parte de seus anos na República Democrática Alemã, na DDR-Liga, a segunda divisão, exceção feita em algumas temporadas. Em 1969, foi promovido ao campeonato de futebol da Alemanha Oriental, a DDR-Oberliga, mas foi rebaixado na temporada seguinte. No ano sucessivo, após somente duas partidas jogadas na segunda divisão, o Stahl foi rebaixado à Bezirksliga Frankfurt (III) por "danos aos princípios da sociedade socialista", visto que veio à tona que a sociedade pagava os seus jogadores e na DDR o futebol não existia em nível profissional.
Militou na máxima divisão do campeonato da Alemanha Oriental nas temporadas 1989-1990 e 1990-1991, terminando respectivamente em décimo primeiro e em nono lugar. Essa última posição consentiu ao clube de participar da Am.Oberliga Nordost (III), na temporada sucessiva. O Stahl, em 1990, participou da última edição da Copa da Alemanha Oriental, a FDGB Pokal. Perdeu por um 1 a 0 para o Hansa Rostock, mas tendo já conquistado a qualificação para a Liga dos Campeões da UEFA, participou da Recopa, na qual foi eliminado na primeira fase pelo Galatasaray.
Sucessivamente o clube foi admitido na Am.Oberliga Nordost (III), a quarta divisão, em 2000. Em 2004, o clube faliu por conta da insolvência financeira. Caiu da Verbandsliga Brandenburg (V) e atualmente milita na Verbandsliga Brandenburg (VI).